# Boss General Catalogue
O Boss General Catalogue (GC, também referenciado como General Catalogue) é um catálogo astronômico contendo 33.342 estrelas. Foi compilado por Benjamin Boss e publicado nos Estados Unidos em 1936. Seu nome original foi General Catalogue of 33,342 Stars que substituiu o catálogo publicado em 1910 Preliminary General Catalogue of 6,188 Stars for the Epoch 1900 compilado por Lewis Boss.